# Güstritz
Güstritz ist ein Dorf im niedersächsischen Wendland und ist ein Ortsteil der Stadt Wustrow (Wendland).

## Geographie
Der Ort liegt zwei Kilometer nordwestlich von Wustrow und ist ein Rundling.

## Geschichte
Der Ortsname leitet sich vom slawischen Begriff gäustar (= Eidechse). ab. Der Ort wurde 1343 erstmals urkundlich erwähnt.
Für das Jahr 1848 wird angegeben, dass Güstritz 39 Wohngebäude hatte, in denen 243 Einwohner lebten. Zu der Zeit war der Ort nach Satemin eingepfarrt, wo sich auch die Schule befand. Der südliche Teil des Dorfes brannte 1850 ab und wurde als Zeile mit 13 Hallenhäusern wieder aufgebaut.
Am 1. Dezember 1910 hatte Güstritz im Kreis Lüchow 230 Einwohner. Am 1. Juli 1972 wurde Güstritz nach Wustrow eingemeindet.

## Persönlichkeiten
- Erich Reischke (1927–2015) lebte in Güstritz und hatte am Ortsausgang Richtung Lensian sein Atelier. Er ist auf dem Friedhof Satemin beerdigt, sein Grab hat er selbst gestaltet.

## Siehe auch

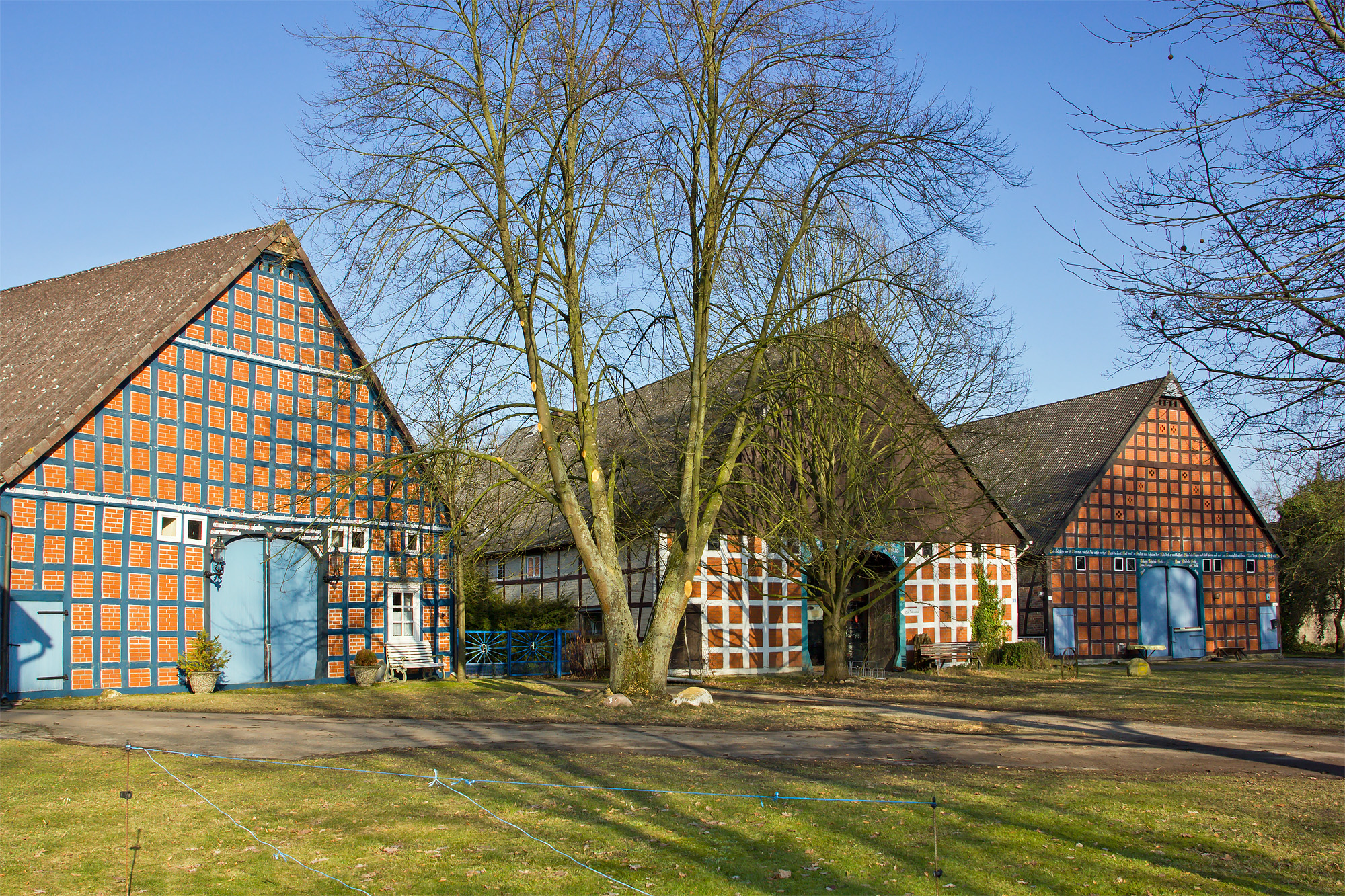
Rundling
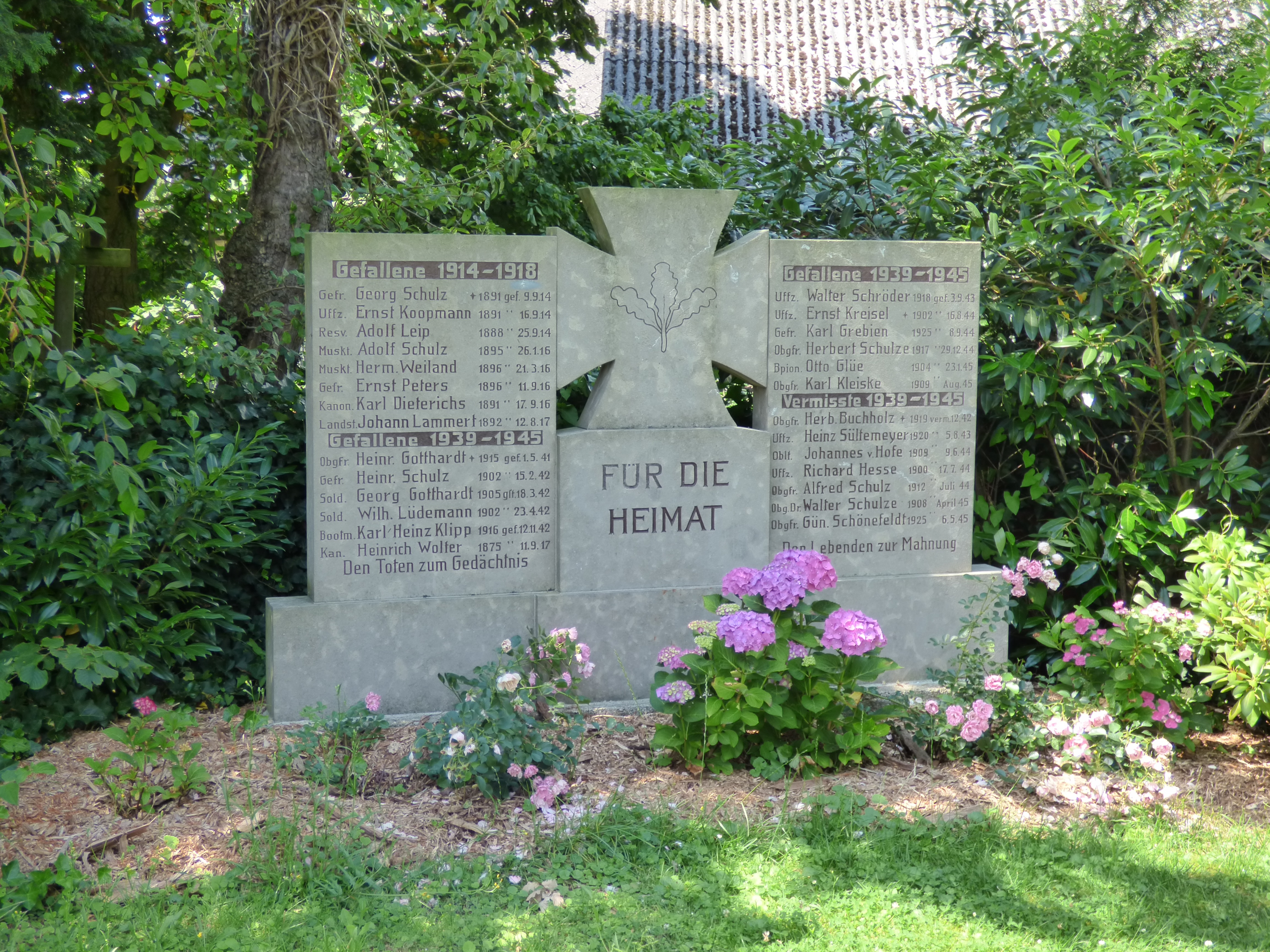
Kriegerdenkmal